# Vuori-Pihlavainen
Vuori-Pihlavainen är en ö i Finland. Den ligger i Skärgårdshavet och i kommunen Nådendal i den ekonomiska regionen  Åbo ekonomiska region i landskapet Egentliga Finland, i den sydvästra delen av landet. Ön ligger omkring 26 kilometer väster om Åbo och omkring 170 kilometer väster om Helsingfors.
Öns area är 2,3 hektar och dess största längd är 260 meter i sydöst-nordvästlig riktning.